# Xanthomonas campestris
Espèce
Xanthomonas campestris est une espèce de Protéobacteries de la famille des Xanthomonadaceae.
Cette bactérie phytopathogène est responsable de diverses maladies des plantes.
Elle est utilisée dans la production commerciale d'un polysaccharide à haut poids moléculaire, la gomme de xanthane, qui est un agent efficace de viscosité de l'eau et qui a de nombreuses utilisations importantes, en particulier dans l'industrie alimentaire.
Elle est disponible dans une forme purifiée auprès de diverses collections internationales de microorganismes, telles que la National Collection of Plant Pathogenic Bacteria (NCPPB, Royaume-Uni) , l’International collection of microorganisms from plants (ICMP, Nouvelle-Zélande), l’American Type Culture Collection (ATCC, États-Unis), la Collection française de bactéries associées aux plantes (CFBP) ou la collection de bactéries BCCM/LMG (Belgique).

## Liste des non-classés
Selon NCBI (14 juin 2014) :
- non-classé Xanthomonas campestris JX
- non-classé Xanthomonas campestris pv. aberrans
- non-classé Xanthomonas campestris pv. alangii
- non-classé Xanthomonas campestris pv. amaranthicola
- non-classé Xanthomonas campestris pv. amoraciae
- non-classé Xanthomonas campestris pv. amorphophalli
- non-classé Xanthomonas campestris pv. aracearum
- non-classé Xanthomonas campestris pv. arecae
- non-classé Xanthomonas campestris pv. argemones
- non-classé Xanthomonas campestris pv. armoraciae
- non-classé Xanthomonas campestris pv. arracaciae
- non-classé Xanthomonas campestris pv. azadirachtae
- non-classé Xanthomonas campestris pv. badrii
- non-classé Xanthomonas campestris pv. barbareae
- non-classé Xanthomonas campestris pv. begoniae
- non-classé Xanthomonas campestris pv. betae
- non-classé Xanthomonas campestris pv. blepharidis
- non-classé Xanthomonas campestris pv. campestris
- non-classé Xanthomonas campestris pv. cannabis
- non-classé Xanthomonas campestris pv. cannae
- non-classé Xanthomonas campestris pv. capsularii
- non-classé Xanthomonas campestris pv. carissae
- non-classé Xanthomonas campestris pv. carotae
- non-classé Xanthomonas campestris pv. centellae
- non-classé Xanthomonas campestris pv. clerodendri
- non-classé Xanthomonas campestris pv. convolvuli
- non-classé Xanthomonas campestris pv. coriandri
- non-classé Xanthomonas campestris pv. cyanopsidis
- non-classé Xanthomonas campestris pv. daturae
- non-classé Xanthomonas campestris pv. dieffenbachiae
- non-classé Xanthomonas campestris pv. durantae
- non-classé Xanthomonas campestris pv. esculenti
- non-classé Xanthomonas campestris pv. euphorbiae
- non-classé Xanthomonas campestris pv. fici
- non-classé Xanthomonas campestris pv. glycines
- non-classé Xanthomonas campestris pv. guizotiae
- non-classé Xanthomonas campestris pv. gummisudans
- non-classé Xanthomonas campestris pv. hederae
- non-classé Xanthomonas campestris pv. heliotropii
- non-classé Xanthomonas campestris pv. incanae
- non-classé Xanthomonas campestris pv. ionidii
- non-classé Xanthomonas campestris pv. lantanae
- non-classé Xanthomonas campestris pv. lawsoniae
- non-classé Xanthomonas campestris pv. leeana
- non-classé Xanthomonas campestris pv. leersiae
- non-classé Xanthomonas campestris pv. malloti
- non-classé Xanthomonas campestris pv. merremiae
- non-classé Xanthomonas campestris pv. mirabilis
- non-classé Xanthomonas campestris pv. musacearum
- non-classé Xanthomonas campestris pv. nigromaculans
- non-classé Xanthomonas campestris pv. olitorii
- non-classé Xanthomonas campestris pv. oryzae
- non-classé Xanthomonas campestris pv. papavericola
- non-classé Xanthomonas campestris pv. parthenii
- non-classé Xanthomonas campestris pv. paulliniae
- non-classé Xanthomonas campestris pv. pelargonii
- non-classé Xanthomonas campestris pv. pennamericanum
- non-classé Xanthomonas campestris pv. phaseoli
- non-classé Xanthomonas campestris pv. phormiicola
- non-classé Xanthomonas campestris pv. physalidis
- non-classé Xanthomonas campestris pv. plantaginis
- non-classé Xanthomonas campestris pv. poinsettiicola
- non-classé Xanthomonas campestris pv. raphani
- non-classé Xanthomonas campestris pv. sesami
- non-classé Xanthomonas campestris pv. spermacoces
- non-classé Xanthomonas campestris pv. syngonii
- non-classé Xanthomonas campestris pv. thespesiae
- non-classé Xanthomonas campestris pv. thirumalacharii
- non-classé Xanthomonas campestris pv. tribuli
- non-classé Xanthomonas campestris pv. trichodesmae
- non-classé Xanthomonas campestris pv. uppalii
- non-classé Xanthomonas campestris pv. vasculorum
- non-classé Xanthomonas campestris pv. vasicola
- non-classé Xanthomonas campestris pv. veroniae
- non-classé Xanthomonas campestris pv. viegasii
- non-classé Xanthomonas campestris pv. vignicola
- non-classé Xanthomonas campestris pv. vitians
- non-classé Xanthomonas campestris pv. viticola
- non-classé Xanthomonas campestris pv. vitiscarnosae
- non-classé Xanthomonas campestris pv. vitistrifoliae
- non-classé Xanthomonas campestris pv. vitiswoodrowii
- non-classé Xanthomonas campestris pv. zantedeschiae
- non-classé Xanthomonas campestris pv. zingibericola
- non-classé Xanthomonas campestris pv. zinniae